# Авато (право)
Авато или „не крочити” је посебна врста црквеног закона који бићима женског пола, али и лицима без посебне сагласности, забрањује приступ Светој гори на Атосу, тачније на најисточнијем од три полуострва Халкидикија (источно Атос, средишње Ситонија и западно Касандра) која се, као три кажипрста, рачвају из већег полуострва Халкидики (Егејска Македонија) на северу Грчке. Овај закон је често тумачен искључиво као рестриктивна норма која свим бићима женског пола строго забрањује приступ манастирима (по коме је у закону то најрестриктивнија одредница), он више од 1000 година има још једну одредницу која ограничава слободу кретања свих људи и добара на овој територији, односно то регулише посебним процедурама. Наиме орграничени приступ на Свету гору односи се и на мушке посетиоце који могу у њу доћи искључиво након упућивања молбе за посету Канцеларији за поклонике у Грчкој. Забрана уласка особа женског пола и ограниченог приступа осталих лица на Светој гори, као процедура је неопходна — због специфичног, изузетно строгог монашког начина живота и због ограничених капацитета манастира да прими посетиоце, како се у њој не би нарушио беспрекоран мир и устаљени монашки живот и како у време обавезне осмочасовне молитве, тако и током дана који монаси проводе у личним молитвама и тиховању.
Према томе Авато, било да се односи на жене или мушкарце, има сврху очување Божјег права, по коме монаси треба да остану у „миру”, максимално посвећени богослужбеним обавезама, на неком месту на земљи, „изолавани” од остатка света.

## Основне поставке
Света гора на Атосу је призната екстериторијална област која у оквиру Грчке има суверенитет и аутономију, чија монашка традиција потиче из времена Византије чинећи је највећом светињом православних народа, првенствено Грка, Срба, Бугара, Румуна и Руса, мнашких становништвника који тренутно живи у неком од 20 манастира, или изоловано као подвижници посвећени усамљеничком животу, ули испосници у скитовима, испосницама и колибама.
Прве трагове о Авату налазимо у царским типицима који су чинили основно тело писаног светогорског права. У њима се врло рано сусреће изричита забрана уласка на Свету Гору жена, голобрадих дечака и ушкопљеника. Разлози су исти као они који су диктирали Авато за жене и женке животиња. Међутим званичну забрану је издао византијски император Константин IX, 1046. године.
Закон о Авато" (који је забрањен посете) забрањује улаз у Свету гору и за жене. Године 1926. године, Атос је проглашен за аутономну републику, а закон о Авато је садржан у империјалним члановима у чланцима о међународном праву, као и у Уставу Грчке.
Нека од начела Авата
- Овај традиционални закон у светогорској терминологији назван авато означава институцију.
- Авато је за многе становнике монашке државе основни темељ Атонске физиономоје.
- Авато на неки начин раздваја мушко и женско на духовној основи.
- Авато се не примењује само на Атосу него у многим мушким православним монашким заједницама.
- Недовољано је познато да је све до средине 20 века женама био забрањен приступ и у манастире Метеори. Овај скуп манастира у јединственом природном амбијенту отворио се за женски пол тек поеле великог пожара у чијем су гашењу учествовале жене.

Неколико случајева у којима је прекржено правило
Ово правило је ипак прекршено неколико пута, уз благослов светогорских монаха:
- Током велике епидемије куге и опсаде Каталанаца, 1347. године, када је жена цара Душана Јелена Кантакузин са децом боравила у Хиландару.
- Када је Свету гору је у 15. веку посетила Мара Бранковић, кћер Ђурђа Бранковића и удовица владара Османске државе султана Мурата II, која је у српској историји упамћена као велика владарка, дипломата и доброчинитељка манастира Хиландар и манастира Св. Павла.
- У време Октобарске револуције, када су на Светој Гори уточиште нашле руске избеглице, жене и деца
- У време грчког устанка и протеривања Грка из Мале Азије током 1920-их.

Ови изузеци, по тумачењу светогорских монаха, потврђују снагу Авато закона, јер показују да је осим у случајевима великих страдања попут ратова, прогона и епидемија, он без изузетка поштован вековима.

## Однос Европске уније и жена према Авату
Иако је Грчка и оквиру ње Света гора део Европске уније, она има потпуну самоуправу, потврђену 28. маја 1979. године, при потписивању споразума о приступању Грчке Европској економској заједници, касније Европској унији. Овим споразумом прихваћен је и Авато („не крочити”).
И поред тога последњих година се по ко зна који пут поставља питање о забрани уласка женама на Свету Гору. То питање постављају посланици у европском парламенту.
Резолуцијом ЕУ из 2003. године ова норма је осуђена као нарушавање равноправности полова и грађанске слободе кретања. Поборници ревизије Аватоа своје ставове правдају потребом да се превазиђе архаично раздвајање полова карактеристично за давну прошлост, те да се жене и мушкарци духовно изједначе у вери.
Многе савремене жене Авато посматрају као остатак мушког утврђења у коме се фаворизује мучки пол. Забрану крочења на Свету Гору тумаче као екслузивну предност мушкараца и пример фаворизовања пола. За њих је Авато потврда неједнакости у истој вери. Мноштво жена стално поставља питање о оправданости Авата и изражава жељу да крочи на недоступно тло. 
Групе које се залажу за укидање овог начела најчешће се позивају на равноправност полова и на чињеницу да се остале религије брже прилагођавају савременим друштвеним кретањима, стварајући тако блискију везу са верницима и угодност у практиковању вере. Занимљиво је да неки свој став правдају и врло прагматичним аргументима. Грчка феминисткиња, професор Елени Цхонтодолоу, истиче да она једнако као и мушкарци плаћањем пореза учествује у одржавању манастира, па не види разлог зашто би јој било ускраћено право које они имају – да посети манастире на Атосу.

## Супротстављени ставови о Авату

### Став заговорника Авата
Противници укидања забране уласка жена на Свету Гору верују да би тај чин био варварски напад на колевку православља, који се кроз историју нису усудили да учине ни иноверници, ни освајачи. Иако постоје различита световна убеђења зашто женска нога не сме да крочи на Атос, заговорници наводе два вишевековна прихваћена става у православној заједници:
Први став
По једном веровању, брод на коме је пловила Богородица је током олује био принуђен да прстане на острво Атос, настањено многобошцима. За време боравка, Богородичина проповед је била толико уверљива, да су сви становници острва прихватили хришћанство. Током година које су уследиле, монасима Атоса би се често указивао њен лик, који их је одржао на путу хришћанства. Тада је, сматра се, заживело веровање да ниједна жена не сме да крочи на оство и засени лик „даме од анђела“, Блажене девица Марије – игуманије Свете горе. 
Други став
Друго објашњење налазимо у тежњи монаха са Атоса да у циљу ревносног практиковања вере живе у најстрожем целибату, који би стална искушења додатно отежала. Сматра се да би посете жена нарушиле мир монашког братства, чији је стил живота окренут искључиво духовном просветљењу.
Главни проблеми које наводе заговорници Авата
Проблем који наводе заговорници укидања Авата може се поматрати са неколико аспеката:
- Може ли верник да преиспитује нека од основних начела своје вере, а да на том путу не заврши на странпутици светогрђа?
- Имају ли право атеисти, агностици или припадници других вера да се мешају у канон једне религије правећи од тога глобално политичко питање?
- Да ли је то мешање праведна борба за људска права и слободе, или одстуство поштовања једне културе и нарушавање слободе вероисповести?
- Да ли религија сме да игнорише друштвена кретања и удаљава вернике од свог учења инсистирајући на архаичним нормама, неприхватљивим за савремени начин расуђивања?

### Став противника Авата
Данас, женска половина човечанства брани своје право да комуницира са Светом гором и својим најмилијима на њој. Проблем који наводе заговорници укидања Авата могу се поматрати са неколико аспеката:
- Да религија треба да одступи од прописаних норми зарад популаризације свог учења.
- Да Света гора неће бити мање света ако на њу као ходочасник крочи жена.

### Сукоб два права
Мирољуб Јевтић, уредник часописа „Политикологија религије“, каже за да је став жена Европског парламента, с тачке гледишта универзалне декларације о људским правима, сасвим исправан.
Са друге стране, то показује сву слабост модерног концепта религије. Европа почива, осим што се, између осталог, бори за равноправност жена, и на идеји о слободном исповедању религије.
А шта је та слобода, не одлучује Европски парламент, већ верске заједнице и њихове догме. Према учењу Православне цркве, приступ женама Светој гори је немогућ. Ту је, заправо, сукоб два људска права – право припадница женског пола и право верника и верских заједница да слободно испољавају своју веру и верску праксу.

Та квадратура круга се, као што видимо, не може решити јер са тачке гледишта садашњих ставова Православне цркве немогуће је укидање Авата.